# Kamienica Cyrusowska w Krakowie
Kamienica Cyrusowska – zabytkowa kamienica znajdująca się w Krakowie, w dzielnicy I przy ulicy Floriańskiej 12, na rogu z ulicą św. Tomasza 17–19, na Starym Mieście.

## Historia
Kamienica została wzniesiona w pierwszej połowie XIV wieku jako ceglano-kamienna. Na przełomie XIV i XV wieku została rozbudowana i nadbudowana o pierwsze piętro. W połowie XVI wieku była własnością wójta J. Kiersteina, później wdowy po nim, a od 1584 do początku XVIII wieku kupieckiego rodziny Cyrusów. Na przełomie XVI i XVII wieku została przebudowana w stylu renesansowym, wzniesiono też oficynę tylną, połączoną z budynkiem frontowym gankiem na kamiennych wspornikach. W XVIII wieku kamienica należała do rodzin Guillaumów i Hillmanów. W pierwszej ćwierci XVIII wieku popadła w ruinę. Około 1740 została wyremontowana. W 1780 przeszła gruntowną przebudowę w stylu późnobarokowym, podczas której nadbudowano drugie piętro oraz zlikwidowano ganek, łącząc oficynę bezpośrednio z budynkiem frontowym. W 1850 kamienica została przebudowany w stylu klasycystycznym na zlecenie J. Knowlakowskiego. W latach 90. XIX wieku przebudowano wnętrza, nadając im obecny układ. W 1904 zaadaptowano lokal na parterze pod cukiernię Knowlakowskich. W latach 90. XX wieku dokonano adaptacji całego parteru budynku frontowego na cele handlowe, a piwnic i parteru oficyny na kawiarnię.

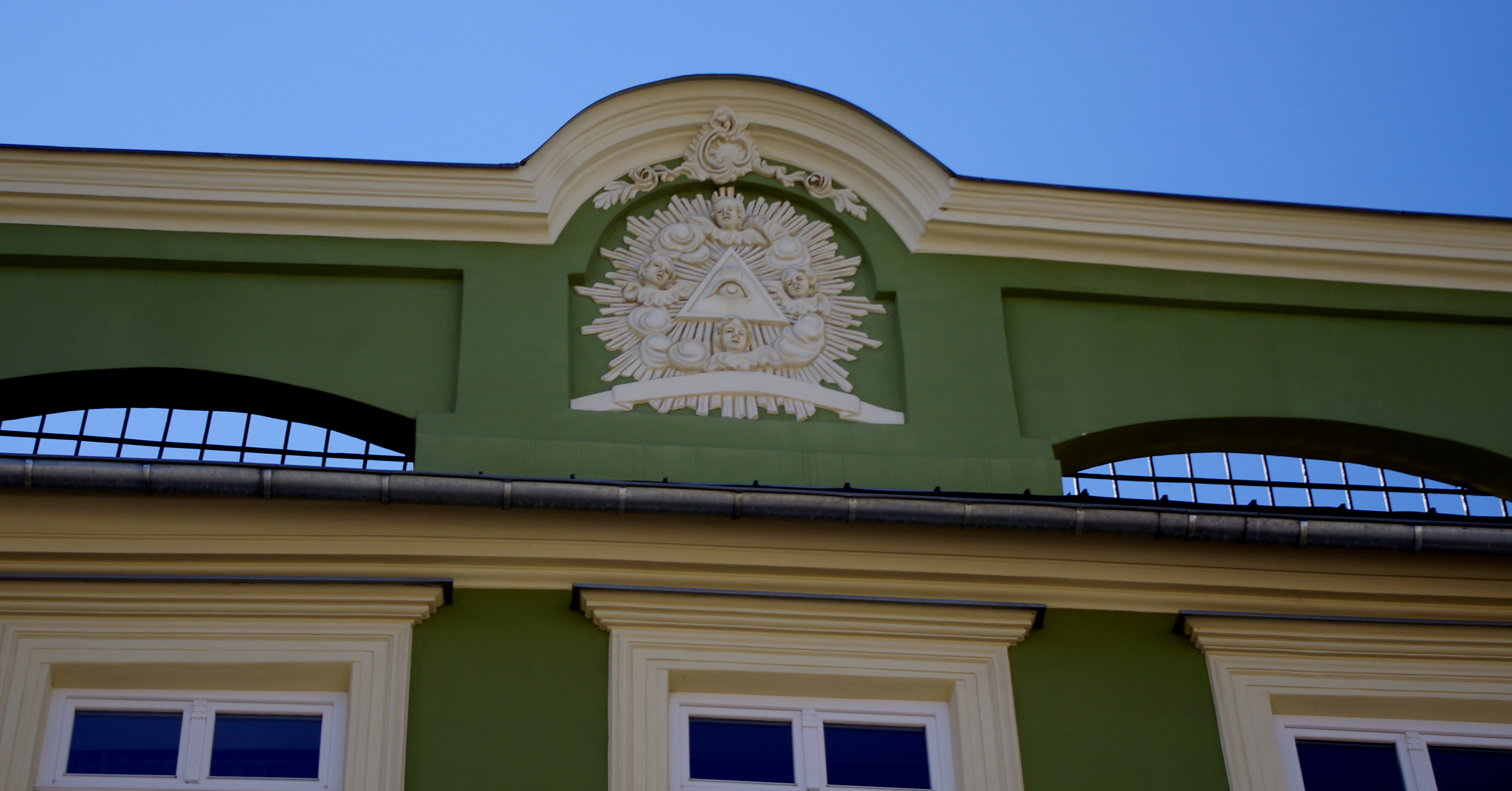
Zwieńczenie fasady

25 czerwca 1931 kamienica została wpisana do rejestru zabytków. Znajduje się także w gminnej ewidencji zabytków.

## Architektura
Kamienica składa się z budynku głównego i oficyny, tworzących razem rozciągnięty równoleżnikowo dwupiętrowy gmach o trzech elewacjach frontowych. Fasada, o klasycystycznym wystroju, skierowana jest na ulicę Floriańską. Ma ona cztery osie. W parterze znajduje się prosty, półkoliście zwieńczony portal. Okna pierwszego i drugiego piętra ozdobione są gzymsami. Budynek wieńczy attyka, w której centralnej części znajduje się godło z przedstawieniem oka opatrzności. Elewacja od strony ulicy św. Tomasza ma sześć osi, z czego cztery w części należącej do budynku głównego i dwie w części należącej do oficyny. Posiada ona prosty wystrój. Trzecia elewacja skierowana jest na charakterystyczne załamanie ulicy św. Tomasza, zwane obecnie Zaułkiem św. Tomasza. Ma ona trzy osie i charakteryzuje się prostym wystrojem. Okna pierwszego piętra ozdobione są gzymsami, natomiast drugiego pozbawione zdobień.